# Marc-André Bédard (Politiker)

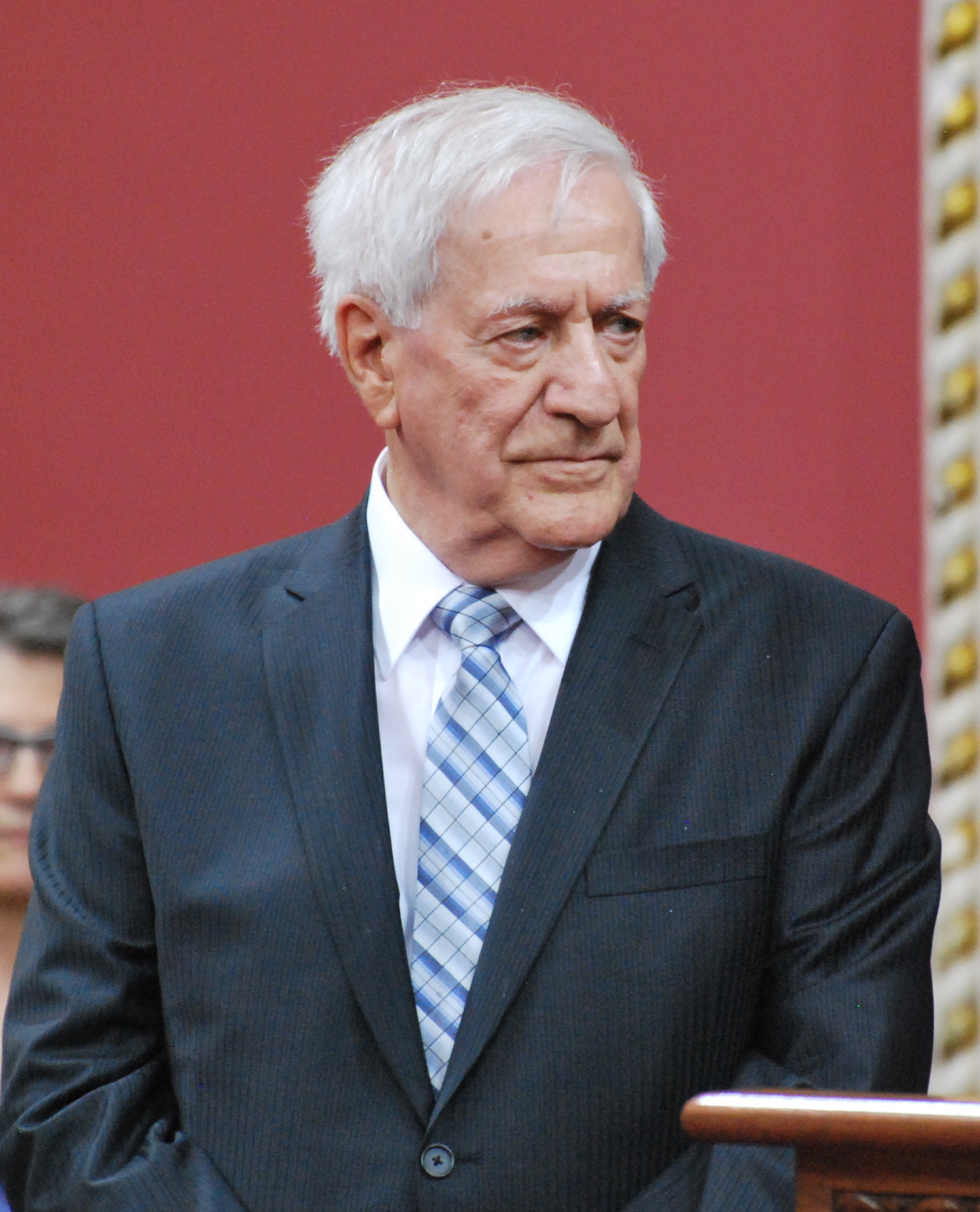
Marc-André Bédard, 2013

Marc-André Bédard (* 15. August 1935 in Sainte-Croix; † 25. November 2020 in Chicoutimi) war ein Politiker aus der kanadischen Provinz Québec.

## Hintergrund
Marc-André Bédard war von Beruf Anwalt. Er arbeitete in der Verwaltung der Universität von Québec und vor seinem Tod für das Museum von Saguenay–Lac-Saint-Jean. Sein Sohn Stéphane Bédard ist ebenfalls Politiker.

## Politische Karriere
Bédard wurde 1973, 1976 und 1981 als Abgeordneter der Parti Québécois, der Partei für die Sezession Québecs, in die Nationalversammlung der Provinz Québec (französisch Assemblée nationale du Québec) gewählt.
Er wurde 1976 Justizminister als Mitglied des Kabinetts (französisch Conseil des ministres du Québec) unter Premierminister René Lévesque und nach dessen Rücktritt bis zum Dezember 1985 unter dessen Nachfolger Pierre-Marc Johnson Staatsminister für Wahlrechtsreform. 1985 trat er nicht zur Wiederwahl an.
Bédard starb nach einer Erkrankung an COVID-19.